# Paradigma
A paradigma szó jellemzően négy fő jelentésben használatos:
1. Egy elmélet vagy gyakorlat valamely általánosan elfogadott, zárt nézetrendszere egy adott korszakban, időpontban. Általánosabban: „A paradigma (vagy korszellem) a gondolkodásoknak, vélekedéseknek, értékeknek és módszereknek egy adott társadalom vagy szűkebben egy  közösség minden tagja által elfogadott összességét jelenti.”[1] Értelmezési-tartomány,-halmaz,-függvényrendszer.
2. Egy szó összes ragozott alakjának rendszerezett leírása, például igeragozási tábla (lásd: Magyar értelmező kéziszótár).
3. A paradigma a felcserélhetőséget, egymásnak való megfeleltethetőséget (ekvivalenciát) is jelentheti, például:
  - Egy mondatszakasz helyettesítésére alkalmas kifejezések osztálya, gyűjteménye (nem rokon jelentésű szavak – szinonimák –, hanem azonos módon, helyzetben használható szavak).
  - Egymásnak megfelelő, valamiképpen egyenértékű, ezért egymás közt felcserélhető elemek sorozata.
  - A szövegben olyan osztályok, amelyeknek tagjai bizonyos jellemző vagy jellemzők tekintetében ekvivalensek, és ezek a jellemzők mindig a kérdéses formán kívül vannak alkotva. Archiválva 2006. július 14-i dátummal a Wayback Machine-ben
4. A neurológiában szokás paradigmának nevezni a nehezen kimondható szavakat (pl. titoknokoknak), melyek kimondatásával a páciens artikulációs képessége vizsgálható.

A továbbiakban az első jelentésben használjuk a terminust.
A paradigma jelentősége abban áll, hogy az ember néha krízisbe, konfliktusba kerül meglévő véleménye, beállítottsága, hiedelmei, gondolatai, ismeretei stb. ellentmondásossága miatt, amelyet sokszor ezek átfogó (paradigmaméretű) megváltoztatásával tud csak feloldani (paradigmaváltás, l. alább). A társadalmi méretű paradigmaváltásra ezzel szemben akkor szokott sor kerülni, ha a lakosság nagy részében áll fenn hasonló konfliktus, és csupán a hozzáállás megváltoztatásával – amely viszonylag kevés pszichikai energia ráfordítását igényli – jelentős alkotó energiákat lehet az elérendő közösségi célokra felszabadítani. A szó maga neutrális (semleges), tényt közlő, állapotot leíró. Nem negatív. Nem pozitív. 
Az elméletek fejlődése szükségszerűen paradigmaváltásokkal jár, míg egy adott időpontban egymást nem kizáró, több paradigma is lehet érvényben ugyanazon a területen, mint például az orvoslásban és gyógyításban, a gazdaságtanban és a politikában, a számítástechnikában és a programozásban stb. (szemben a kizárólagosságra törő ideológiákkal).

## A paradigmaváltás Thomas Kuhn munkásságában
A paradigma és a paradigmaváltás fogalmát Thomas Kuhn: A tudományos forradalmak szerkezete (Structure of Scientific Revolutions) c. műve tette ismertté az 1960-as években.
Kuhn szerint a paradigma egy adott időszakban az adott tudomány művelői között kialakult és intézményesült közmegegyezés arról, hogy mi az adott tudomány tárgya, feladata, hol húzódnak a tudományosan érvényes ill. érvénytelen kérdésfeltevések közötti határok, ill. mely feltételek mellett lehet valamely álláspontot egyáltalán tudományon belülinek elfogadni. Kuhn megfigyelése szerint ez a mindennapi kutatási gyakorlatot irányító tudásrend a fejlődés egy bizonyos pontján válságba juthat. Nem egyszerűen az anomáliák száma okozza ezt, hiszen a tudományos gyakorlatnak természetes része az anomália: tények, amelyeket – még – nem tudunk megmagyarázni. A normál tudományos időszakban azonban a tudósok bíznak abban, hogy előbb vagy utóbb minden előkerülő anomáliát meg tudnak majd magyarázni a paradigma keretein belül. Válság akkor jön létre, amikor ez a paradigmába vetett bizalom meginog – például azért, mert olyan "tényt" kell megmagyarázni, ami a korábbi paradigmában esetleg nem is számított ténynek.
Hogy új paradigma van a láthatáron, azt nem könnyű felismerni – hiszen az a normál tudomány álláspontjáról nézve gyakran látszik sarlatánságnak. Ez többnyire egy-egy szokatlanul, de koherensen gondolkodó nagy egyéniség fellépésével jár, aki maga rendszerint  tisztában van azzal, hogy az általa felismert valamely részösszefüggés csak a tudományterület teljes újrarendezésével kerülhet a helyére. Ilyenkor a tudósok körében heves harcok támadnak, lázas keresés indul meg: ilyen időkben kerülnek elő a tudományterület alapjaira vonatkozó – egyébként mindig is jelen lévő – filozófiai problémák. Válság idején azonban a tudósok számára is fontossá válnak e kérdések.
Minden új paradigma gyors ütemben képes a legtehetségesebbek – gyakran a fiatal tehetségek – maga mellé állítására – hiszen új fényt képes vetni olyan jelenségekre is, amelyek az előző tudásrendben szerkezeti okokból nem kaptak kellő figyelmet. A paradigmaváltás akkor következik be, amikor a tudósok többsége elfogadja az új paradigmát a további tudományos tevékenység alapjaként - vagyis ha az új tudásrend képes intézményesülni, létrehozza saját tudományos intézeteit, tanszékeit, lapjait ill. átveszi a korábbiak feletti ellenőrzést. Fontos, hogy Kuhn a paradigma fogalmával inkább a tudás és a tudomány egy szociológiai elméletét teremtette meg.
A paradigmaváltás Kuhn szerint az érett tudományok – és itt elsősorban a természettudományokra gondolt – szokásos fejlődési mintája. Nem következik ebből, hogy minden tudományban vannak ehhez hasonló forradalmak. Ő maga is nyitott kérdésnek tartotta, hogy miként érvényesül mindez a társadalomtudományok területén. Ugyanakkor számos más terület tudósai és történészei is úgy érezték, hogy Kuhn elmélete valamiképpen rájuk is vonatkozik. Elkezdtek a társadalomtudományok, sőt, a matematika történetében is kutatni a kuhni értelemben vett forradalmak, azaz paradigmaváltások iránt.
A paradigmaváltás koncepciója azonban számos új, izgalmas filozófiai problémát is felvet. Kuhn így ír könyve Bevezetésében: „Mindegyik tudományos forradalom elkerülhetetlenné tette, hogy a közösség elvesse a hagyományos tudományos elméletet egy vele összeegyeztethetetlen másik kedvéért, következésképpen mindegyik megváltoztatta a tudományos vizsgálódás számára hozzáférhető tények körét és azokat a kritériumokat, amelyek alapján a szakma eldönti, hogy mi tekinthető értelmes problémának és mi jogos problémamegoldásnak. Mindegyik úgy átalakította a tudományos képzelőerőt, hogy azt kell mondanunk: maga a tudományos munka színterét képező világ alakult át.”
A paradigmák összemérhetetlensége (inkommenzurábilitás) a mai napig Kuhn elméletének egyik legvitatottabb pontja.

### A terminus értelmezéséhez
- Paradigma (szomagyarito.hu)
- Tudományos és köznyelvi szavak magyar értelmező szótára
- Idegen szavak gyűjteménye
- Paradigma jelentése